# Коатревен
Коатреве́н (фр. Coatréven, брет. Koatreven) — коммуна во Франции, находится в регионе Бретань. Департамент — Кот-д’Армор. Входит в состав кантона Трегье. Округ коммуны — Ланьон.
Код INSEE коммуны — 22042.

## География
Коммуна расположена приблизительно в 420 км к западу от Парижа, в 145 км северо-западнее Ренна, в 55 км к северо-западу от Сен-Бриё.

## Население
Население коммуны на 2016 год составляло 492 человека.
| 1962 | 1968 | 1975 | 1982 | 1990 | 1999 | 2010 | 2016 |
| ---- | ---- | ---- | ---- | ---- | ---- | ---- | ---- |
| 409  | 458  | 378  | 364  | 415  | 382  | 437  | 492  |

## Экономика
В 2007 году среди 282 человек в трудоспособном возрасте (15—64 лет) 220 были экономически активными, 62 — неактивными (показатель активности — 78,0 %, в 1999 году было 68,6 %). Из 220 активных работали 205 человек (121 мужчина и 84 женщины), безработных было 15 (3 мужчин и 12 женщин). Среди 62 неактивных 21 человек были учениками или студентами, 22 — пенсионерами, 19 были неактивными по другим причинам.

## Достопримечательности
- Церковь Св. Петра (XVI век). Исторический памятник с 1926 года[3]

## Фотогалерея

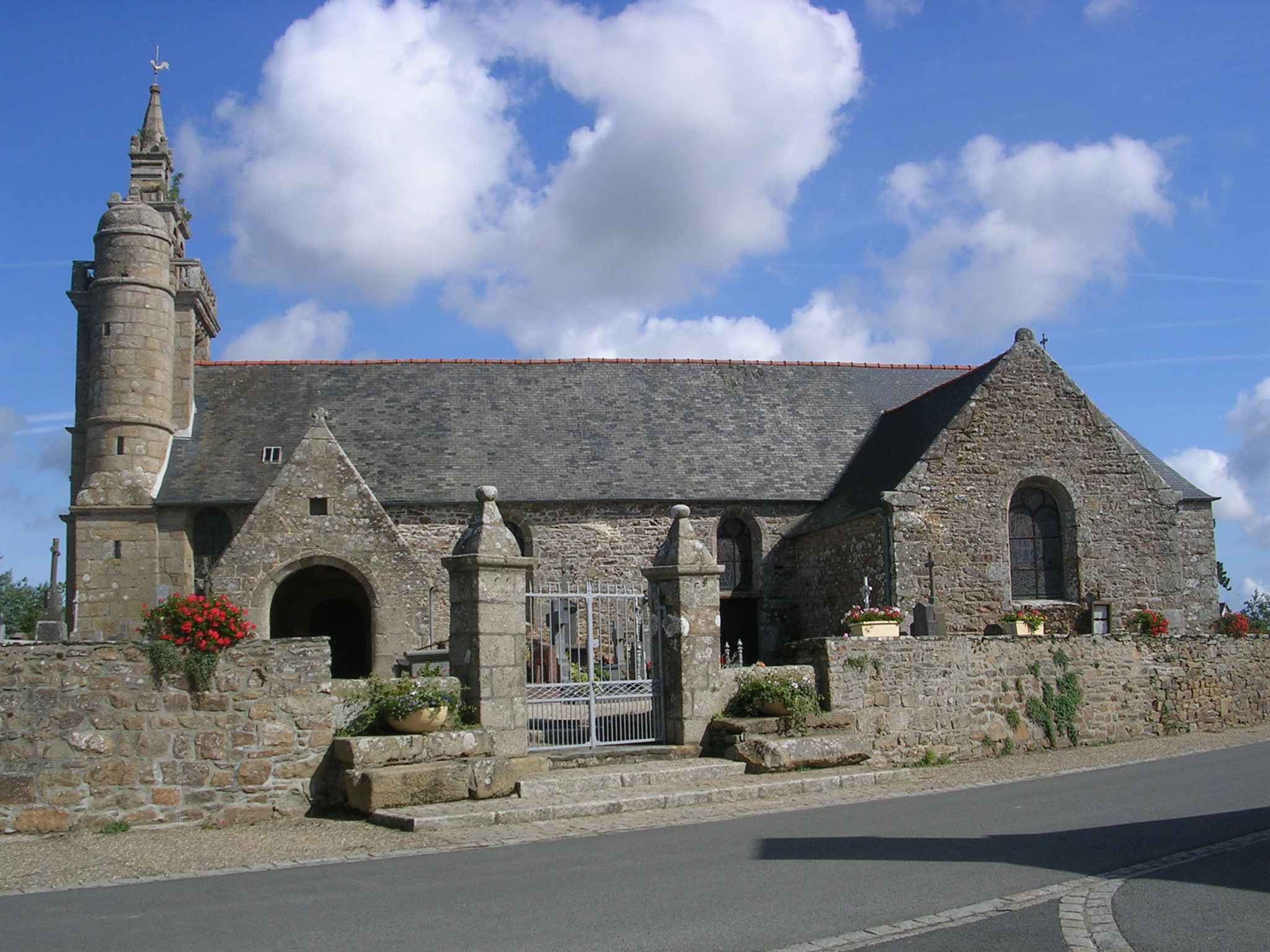
Церковь Св. Петра
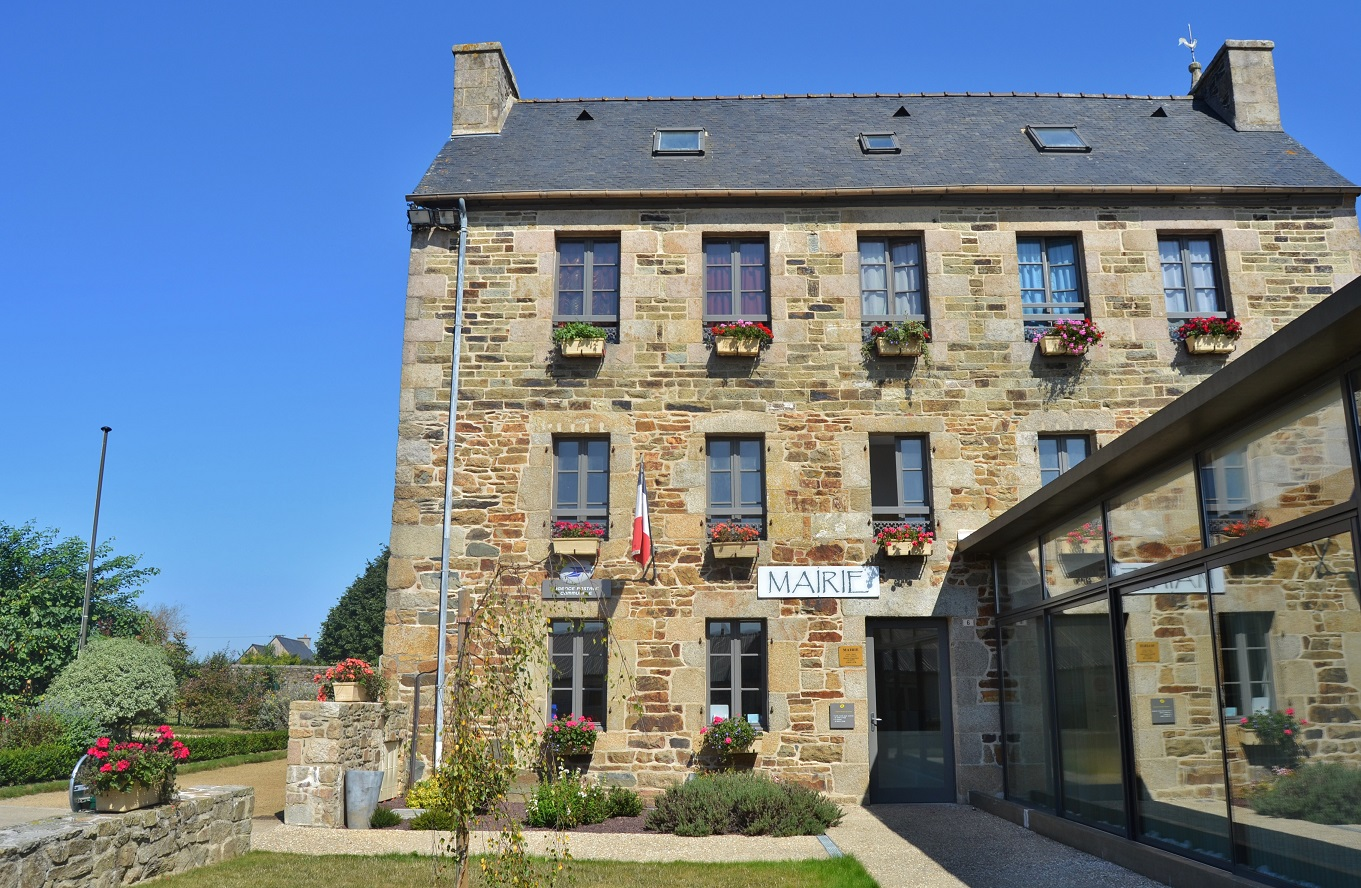
Мэрия
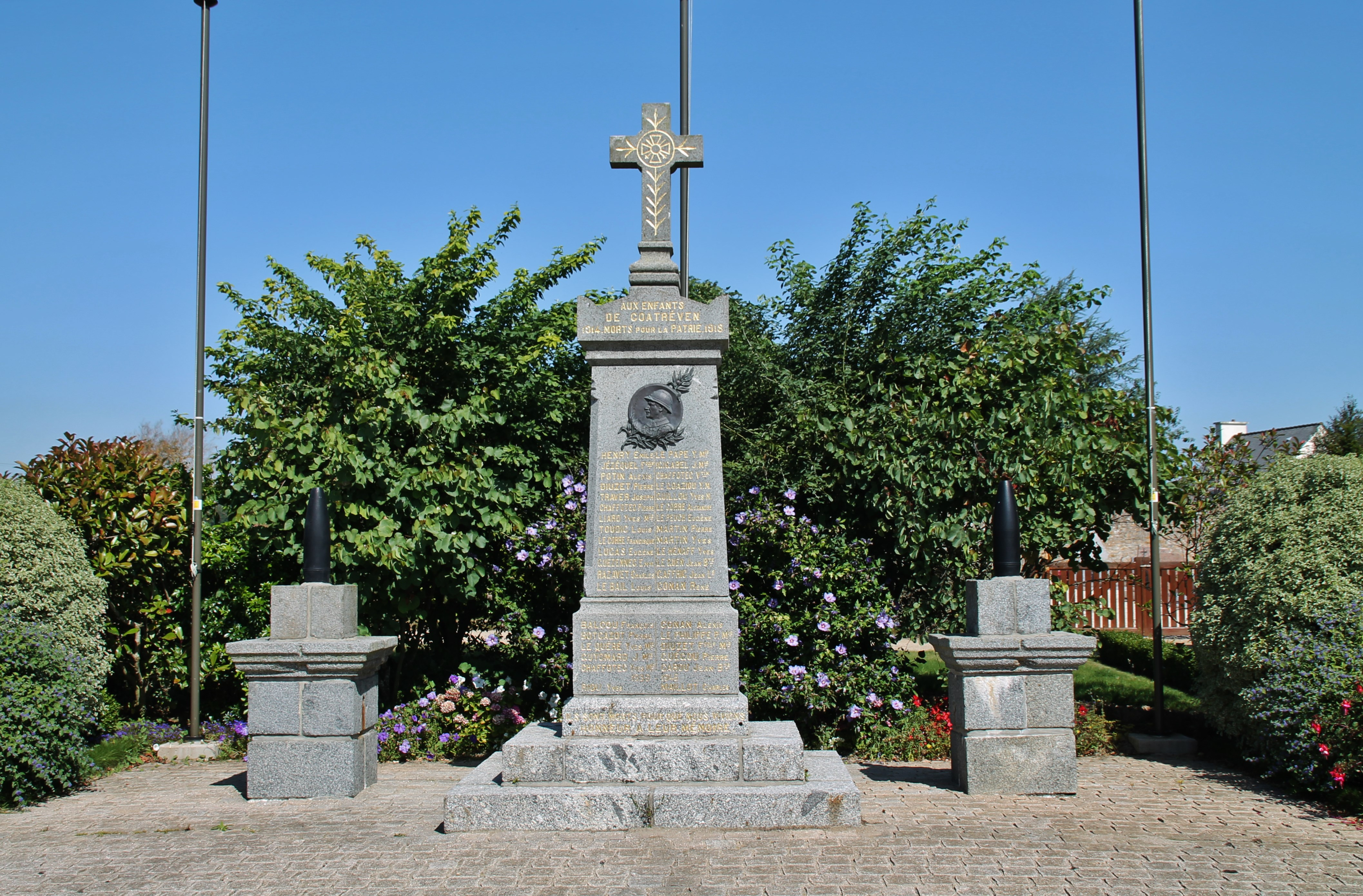
Военный мемориал
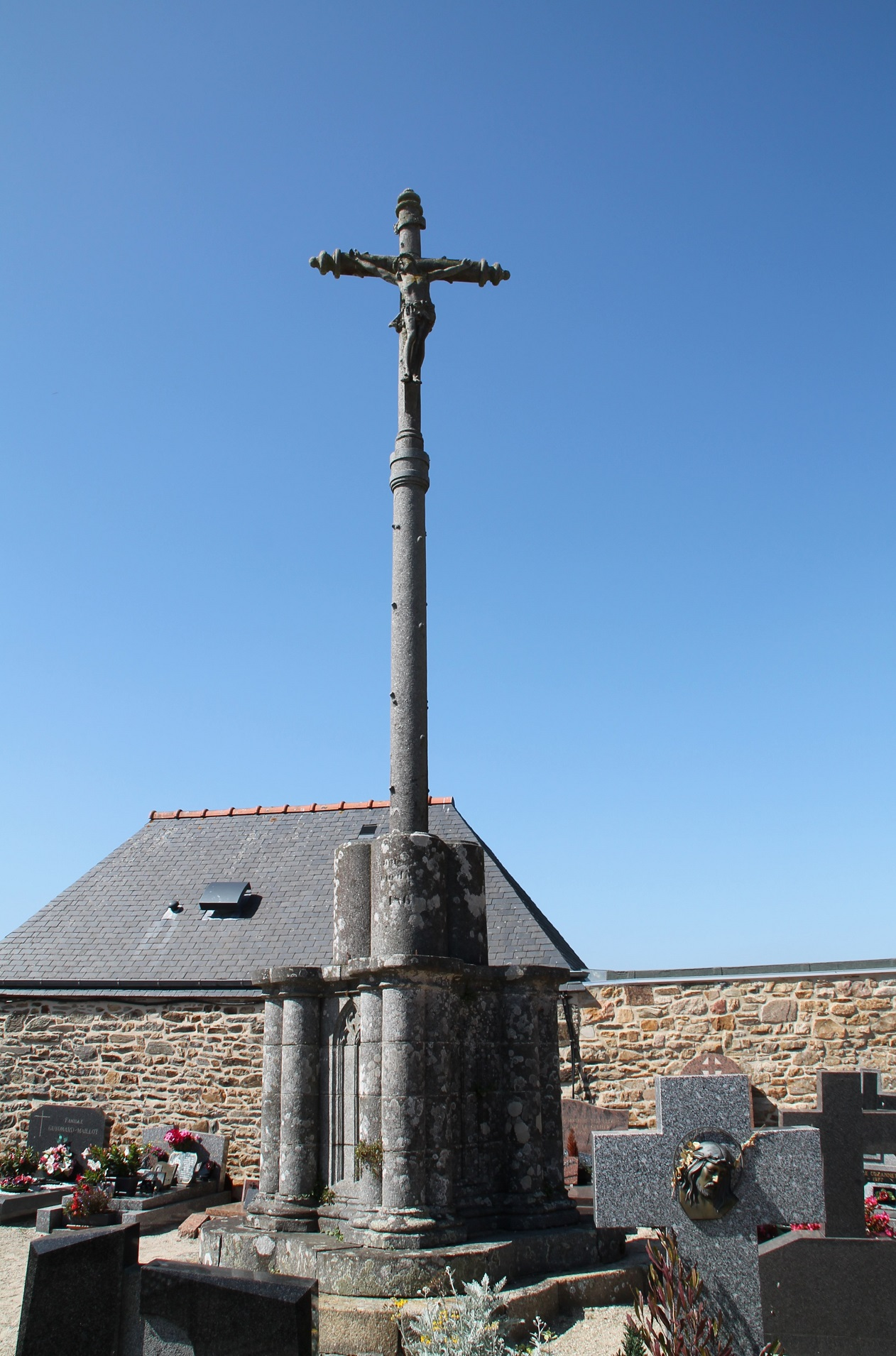
Крест на кладбище